# Давид (Нинов)
Епископ Давид (в миру Янко Нинов, макед. Јанко Нинов; 27 июля 1972, Скопье) — епископ Македонской православной церкви, епископ Дремвитский, викарий Скопской епархии. До 2023 года — иерарх Православной Охридской Архиепископии Сербской православной церкви, епископ Стобийский, викарий Архиепископа Охридского, местоблюститель Струмицкой епархии. Северомакедонский поэт.

## Биография
Родился в 1972 году Скопье, где окончил начальную и среднюю школу. В православной вере был воспитан бабушкой, которая позже приняла монашеский постриг с именем Феодосия.
Среднее образование с культурологическим уклоном получил в Скопье, где затем изучал классическую филологию в Институте классических исследований при Скопийском университете.
Во время учёбы был редактором периодического издания «Стремеж» («Стремление»). Опубликовал несколько сборников своих стихов, некоторые из которых были переведены на другие языки. Получил поэтическую награду «Млада Струга». C 1993 года — член Союза писателей Македонии. Работал в редакции культурных программ Македонского телевидения.
Прервал обучение в институте, и в сентябре 1995 года вместе с митрополитом Наумом (Илиевским) и иеродиаконом Климентом (Божиновским), принявшими постриг в афонском монастыре Григориат, и послушниками Методием Златановым и Методией Ристеским поселился в Монастыре Элеуса, расположенном в селе Велюса в общине Струмица, Македония, где таким образом была возрождена монашеская жизнь.
В 1996 году пострижен в рясофор и рукоположен в сан иеродиакона, в 1997 году пострижен в великую схиму и рукоположен в сан иеромонаха. Положил начало издательской деятельности своего монастыря став редактором периодического издания «Успение», посвящённого вопросам монашеской жизни, богословия святых отцов.
В 1999 году был возведён в сан игумена.
В январе 2004 года вышел из юрисдикции неканонической Македонской православной церкви и был принят в юрисдикцию Православной Охридской архиепископии Сербской Православной Церкви.
При переходе он был арестован и задержан в Битольском полицейском участке вместе с Охридским владыкой Иоанном и другими клириками и монахами. В то же время, по требованию раскольников, полиция выдворила отца Давида вместе с прочей монашеской братией из их монастыря. 9 июля того же года «церковным судом» раскольнической Македонской православной церкви вместе с другими покаявщимися клириками был «лишён сана и монашества».
Выполнял послушания первого секретаря Архиерейского синода Охридской архиепископии, редактора официального интернет-сайта Архиепископии и периодического издания «Соборност». Закончил теологический факультет по специальности теология, государственного Университета Аристотеля в Салониках, Греция. На том же факультете продолжает аспирантуру по догматике.
29 июня 2006 года избран викарным епископом Стобийским, но из-за повторного заключения архиепископа Иоанна его хиротония была совершена лишь спустя год.
13 мая 2007 года в Успенской монашеской общине архиепископом Иоанном возведён в сан архимандрита.
16 июня 2007 года в 18 часов, в ставропигиальном монастыре святителя Иоанна Златоуста в Нижеполе близ Битолы архимандрит Давид был наречён во епископа Стобского.
17 июня 2007 года там же состоялась его епископская хиротония, которую совершили: Архиепископ Охридский Иоанн (Вранишковский), епископ Горнокарловацкий Герасим (Попович), епископ Далматинский Фотий (Сладоевич), епископ Полошско-Кумановский Иоаким (Йовческий), епископ Брегальничский Марк (Кимев).
1 мая 2008 года назначен местоблюстителем Струмицкой епархии.
28 мая 2015 года вошёл в состав созданной тогда же Комиссии Архиерейского Собора Сербской православной церкви по диалогу с представителями Македонской Православной Церкви.
20 мая 2023 года Архиерейский собор Сербской православной церкви принял решение об интеграции Православной Охридской архиепископии в состав Македонской Православной Церкви. 20 июня 2023 года все четыре архиерея бывшей архиепископии вошли в клир Македонской православной церкви. Епископ Давид был назначен викарным епископом Скопской епархии с титулом «Дремвитский».

## Книги
- 1992 — Семири во сечило (стихи)
- 1992 — Орјатско кале (стихи)
- 1993 — Огласување на височината (стихи)
- 1996 — Ојдипод (стихи)
- 2004 — Коработ или Враќање кон преданието